# Sporobolus microprotus
Sporobolus microprotus är en gräsart som beskrevs av Otto Stapf. Sporobolus microprotus ingår i släktet droppgräs, och familjen gräs. Inga underarter finns listade i Catalogue of Life.